# 竹南鎮志
竹南鎮志是中華民國台灣苗栗縣竹南鎮的一本地方志，於中華民國71年（1982年）出版。康世儒擔任竹南鎮鎮長期間決定重修竹南鎮志，2014年啟動重修工作。在苗栗縣竹南鎮公所與國立政治大學教授林修澈研究團隊的主持下，新修竹南鎮志於2018年12月12日亮相。發表時為台灣最大的鄉土誌。新修竹南鎮志分為6卷共30冊，內容分為正文、研究、史料、地圖、事典、編年。新修竹南鎮志完成後，竹南鎮公所將其分發給全鎮鎮民，但有些鎮民卻將新修竹南鎮志當作廢品變賣。